# Flugplatz Saarmund

i7
i11
i13
Der Flugplatz Saarmund (ICAO-Code: EDCS) ist ein Sonderlandeplatz etwa 20 Kilometer südwestlich von Berlin in dem gleichnamigen Ortsteil Saarmund der brandenburgischen Gemeinde Nuthetal. Er verfügt über eine 1000 m lange Grasbahn und ist zugelassen für ein maximales Abfluggewicht von 2000 kg sowie ausschließlich für Sichtanflüge (VFR). Der Flugplatz ist für Motorflug, Ultraleichtflug, Segelflug, Gleitschirmfliegen und Drachenfliegen sowie für Modellflug zugelassen.

## Geschichte
Die Nutzung des Gebiets am Saarmunder Berg als Segelfluggelände begann in den 1920er Jahren. Von 1933 bis 1944 fand in Saarmund die Segelflugausbildung der Hitlerjugend statt. Nach dem Zweiten Weltkrieg wurde der Platz weiter als Segelfluggelände durch die Gesellschaft für Sport und Technik (GST) genutzt, jedoch wurde der Segelflugbetrieb 1979 eingestellt, nachdem mit einem Segelflugzeug die Flucht nach West-Berlin gelang. Seitdem wurde der Platz für den Modellflugsport genutzt. Erst nach der Wende 1990 konnte Saarmund wieder für den Segel- und Motorflug genutzt werden. Bis 1992 siedelten sich zwei Luftsportvereine und drei Flugschulen an. Im Jahr 1993 wurde die Betreibergesellschaft gegründet, die den Flugplatz bis heute betreibt. Es sind mehrere Vereine für unterschiedliche Flugsportarten auf dem Flugplatz ansässig.

## Zwischenfälle
Am 21. Mai 2011 stießen ein startendes Segelflugzeug und ein den Platz kreuzendes Ultraleichtflugzeug in der Luft zusammen und stürzten ab. Die zwei Piloten sowie ein weiterer Insasse kamen ums Leben.
Ein leichter Sportflieger vom Typ SD-1 Minisport verunglückte am 26. Juni 2024 auf dem Sonderlandeplatz Saarmund, nachdem er mit Rückenwind startete, in geringer Höhe über die linke Tragfläche abkippte und neben der Piste aufschlug. Der 69-jährige Pilot verstarb dabei.